# Adriaen van Utrecht

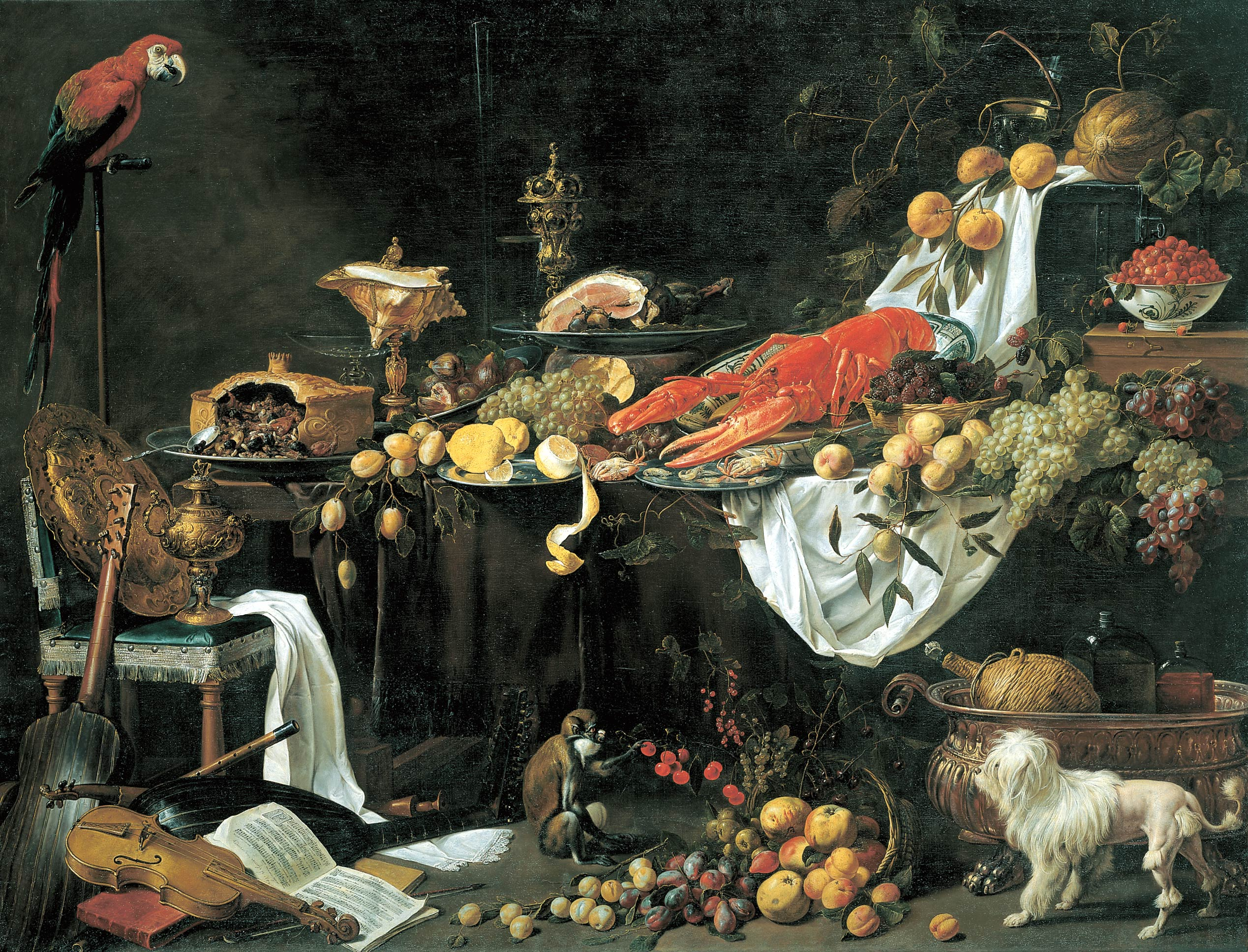
Adriaen van Utrecht, Stilleven, 1644. (Rijksmuseum, Amsterdam)

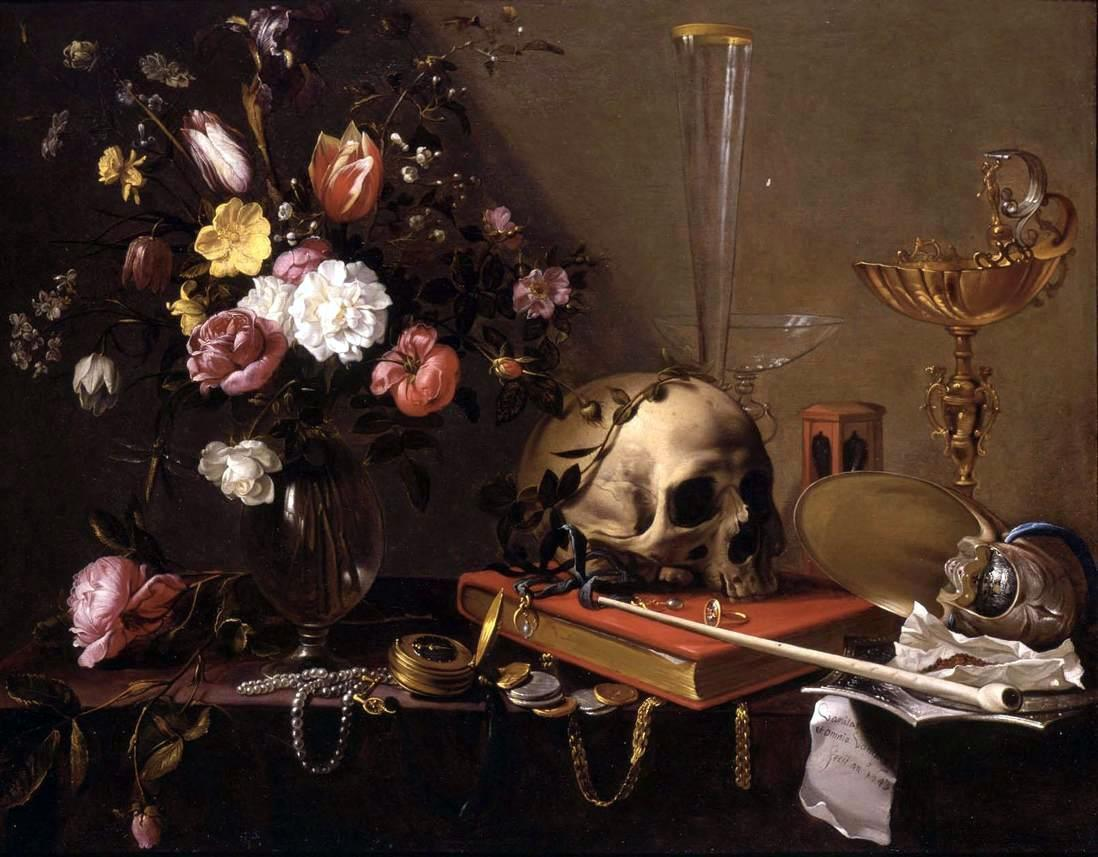
Adriaen van Utrecht,Vanitas: Stilleven met boeket en schedel, 1642.

Adriaen van Utrecht (Antwerpen, 1599 - 1652) was een Brabantse barokschilder. Hij behoorde tot de Antwerpse School en schilderde voornamelijk stillevens en pronkstillevens.
In 1625 werd hij opgenomen in de Antwerpse Sint-Lucasgilde.
Hij verzorgde ook stilleven-elementen op de doeken van andere kunstschilders, waaronder David Teniers de Jonge, Jacob Jordaens, Erasmus Quellinus II en Theodoor Rombouts.
Hij was gehuwd met Constantia van Nieulandt. Het echtpaar kreeg 12 kinderen.
- Biblioteca Nacional de España: XX6564510
- Biografisch Portaal: 26292136
- Gemeinsame Normdatei: 138806918
- International Standard Name Identifier: 0000 0000 6686 2923
- KulturNav: e35586ec-c208-44be-b042-40b819be1d2e
- Library of Congress Control Number: nr90020817
- Nederlandse Thesaurus van Auteursnamen: 260306606
- Réseau des bibliothèques de Suisse occidentale: 02-A028962149
- RKD-Nederlands Instituut voor Kunstgeschiedenis: 78854
- Union List of Artist Names: 500013315
- Virtual International Authority File: 21992977
- WorldCat: E39PBJhddJB4hjyjQg6C49kdQq